# Cantonul Péronnas
Cantonul Péronnas este un canton din arondismentul Bourg-en-Bresse, departamentul Ain, regiunea Rhône-Alpes, Franța.

## Comune
| Comune                     | Populație (1999) | Cod poștal | Cod INSEE |
| -------------------------- | ---------------- | ---------- | --------- |
| Lent                       | 1 145            | 01240      | 01211     |
| Montagnat                  | 1 421            | 01250      | 01254     |
| Montracol                  | 619              | 01310      | 01264     |
| Péronnas                   | 5 534            | 01960      | 01289     |
| Saint-André-sur-Vieux-Jonc | 965              | 01960      | 01336     |
| Saint-Just                 | 789              | 01250      | 01369     |
| Saint-Rémy                 | 813              | 01310      | 01385     |
| Servas                     | 914              | 01960      | 01405     |